# طوم بيثل
طوم بيثّل (بالإنجليزية: Tom Bethell)‏ هو صحفي أمريكي، ولد في 17 يوليو 1940 في لندن في المملكة المتحدة.